# Lincoln City (Oregon)
Lincoln City és una població dels Estats Units a l'estat d'Oregon. Segons el cens del 2000 tenia 7.437 habitants.

## Demografia
Segons el cens del 2000, Lincoln City tenia 7.437 habitants, 3.371 habitatges, i 1.860 famílies. La densitat de població era de 538,7 habitants per km².
Dels 3.371 habitatges en un 24,7% hi vivien nens de menys de 18 anys, en un 38,2% hi vivien parelles casades, en un 12,9% dones solteres, i en un 44,8% no eren unitats familiars. En el 36,6% dels habitatges hi vivien persones soles el 16,9% de les quals corresponia a persones de 65 anys o més que vivien soles. El nombre mitjà de persones vivint en cada habitatge era de 2,18 i el nombre mitjà de persones que vivien en cada família era de 2,8.
Per edats la població es repartia de la següent manera: un 22,2% tenia menys de 18 anys, un 8,3% entre 18 i 24, un 24% entre 25 i 44, un 26,2% de 45 a 60 i un 19,3% 65 anys o més.
L'edat mediana era de 42 anys. Per cada 100 dones de 18 o més anys hi havia 80,2 homes.
La renda mediana per habitatge era de 24.959$ i la renda mediana per família de 31.783$. Els homes tenien una renda mediana de 26.667$ mentre que les dones 21.483$. La renda per capita de la població era de 15.597$. Aproximadament el 12,5% de les famílies i el 16,1% de la població estaven per davall del llindar de pobresa.

## Poblacions properes
El següent diagrama mostra les poblacions més properes.